# Gary Steiner

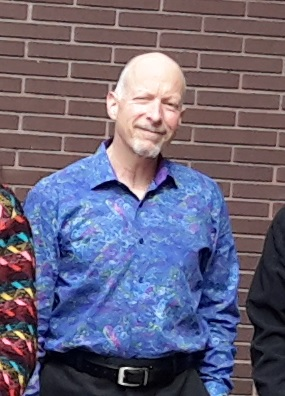
Steiner, 2015

Gary Steiner (* 22. August 1956) ist ein US-amerikanischer Philosoph.
Sein Forschungsgebiet ist der moralische Status von Tieren, die Geschichte der modernen Philosophie, Jacques Derrida, europäische, insbesondere deutsche, Philosophie des 19. und 20. Jahrhunderts und Descartes.
Steiner studierte zunächst Wirtschaftswissenschaften an der University of California, Los Angeles und schloss 1977 mit einem B.A. ab. Er erhielt 1981 seinen B.A. in Philosophie an der University of California, Berkeley und promovierte 1991 in Philosophie über The Idea of a Ground for Ethical Commitment in Descartes and Heidegger an der Yale University. Im Anschluss war er bis 1986 Graduate Fellow der Yale University. Er nahm dann diverse Professuren der Bucknell University an, wo er seit 2005 die John-Howard-Harris-Professur innehält. (Stand 2011)

## Schriften
Bücher
- Animals and the Limits of Postmodernism: A Vegan Manifesto, Columbia University Press, 2012
- Animals and the Moral Community: Mental Life, Moral Status, and Kinship, Columbia University Press, 2008
- Anthropocentrism and Its Discontents: The Moral Status of Animals in the History of Western Philosophy, University of Pittsburgh Press, 2005
  - Rosemary-Claire Collard: Book review of Anthropocentrism and Its Discontents: The Moral Status of Animals in the History of Western Thought by Gary Steiner. In: Journal for Critical Animal Studies. 12. Jahrgang, Nr. 1, 2011, ISSN 1188-9071, S. 187–189 (brocku.ca).
- Descartes as a Moral Thinker: Christianity, Technology, Nihilism, Journal of the History of Philosophy Book Series, Prometheus/Humanity Books, 2004

Artikel
- „Religious Faith,“ Cambridge Descartes lexicon,ed. Larry Nolan, Cambridge University Press (2012)
- „Toward a Non-Anthropocentric Cosmopolitanism,“ Anthropocentrism: Human, Animals, Environments, ed. Rob Boddice, Leiden: Brill, 2012
- Justice Towards Animals Demands Veganism (PDF-Datei; 73 kB), in The Abolitionist Herbst 2011
- „Animal Rights and the Default of Postmodernism,“ Animal Rights – Animal Liberation, ed. Evangelos Protopapadakis, Berlin: Logos Verlag, 2011
- „Tierrechte und der Fehler des Meliorismus“, tier-im-fokus.ch März 2011. Als Kommentar zu einem Artikel von Jean-Claude Wolf: Traditioneller Tierschutz, radikaler Tierschutz und der ethische Meliorismus
- „The Epistemic Status of Medicine in Descartes,“ International Philosophical Quarterly 51, no. 1 (March, 2011): 51–68
- „Tierrecht und die Grenzen des Postmodernismus: Der Fall Derrida“ [Animal Rights and the Limits of Postmodernism: The Case of Derrida], ALTEXethik 27 (2010): 3–10
- „The Cultural Significance of Rembrandt's 'Anatomy Lesson of Dr. Nicolaas Tulp',“ History of European Ideas 36 (2010): 273-9
- „Animal, Vegetable, Miserable“ New York Times, Sunday, November 22, 2009, Week in Review, p. 12
- „Plutarch on the Question of Justice for Animals,“ Ploutarchos 7 (2009/2010): 73–82
- „Cosmic Justice,“ Encyclopedia of Animal Rights and Animal Welfare, expanded ed., ed. Marc Bekoff, Greenwood Publishing, 2009, vol. 1, pp. 149-53
- „Descartes,“ History of Western Philosophy of Religion, 5 vols., ed. Graham Oppy and Nick Trakakis, Oxford University Press/Acumen Publishers, 2009, vol. 3, pp. 101-12
- „Das Tier bei Aristoteles und den Stoikern: Evolution eines kosmischen Prinzips“ [Animals in Aristotle and the Stoics: The Evolution of a Cosmic Principle], Mensch und Tier in der Antike – Grenzziehung und Grenzüberschreitung, ed. Annetta Alexandridis, Lorenz Winkler-Horacek, and Markus Wild, Reichert-Verlag, 2009, pp. 27–46
- „What I Learned from a Cat that No Philosopher Could Teach Me,“ What Philosophy Can Tell You About Your Cat, ed. Steven D. Hales, Open Court, 2008, pp. 3–14
- „Foreword“ to Gary Francione, Animals as Persons: Essays on the Abolition of Animal Exploitation, Columbia University Press, 2008, pp. ix-xii
- „Cosmic Holism and Obligations Toward Animals: A Challenge to Liberal Individualism,“ Journal of Animal Law and Ethics 2 (2007): 1–20
- „Descartes, Christianity, and Contemporary Speciesism,“ A Communion of Subjects: Animals in Religion, Science, and Ethics, ed. Paul Waldau and Kimberly Patton, Columbia University Press, 2006, pp. 117–131
- „The Perils of a Total Critique of Reason: Rethinking Heidegger’s Influence,“ Philosophy Today 47 (2003): 93–111
- „Descartes on the Moral Status of Animals,“ Archiv für Geschichte der Philosophie 80 (1998): 268-91
- „'This project is mad': Descartes, Derrida, and the Notion of Philosophical Crisis,“ Man and World 30 (1997): 179–198
- Vier Artikel für ein Dictionary of Cultural and Critical Theory, Blackwell, 1995: „Transcendental Philosophy“; „Maurice Merleau-Ponty“; „Manfred Frank“; „Ernst Tugendhat“
- „Heidegger's Reflection on Alétheia: Merely a Terminological Shift?“ Auslegung 13 (1986): 38–50

## Interviews & Vorträge
- Adam Roufberg: (Januar 2011) radioactivelunch.com
- Diskussion mit Gary Francione: (6. Dezember 2009) abolitionistapproach.com
- Clip der neureligiösen Gruppe „Supreme Master“ um Ching Hai: (2009) suprememastertv.com
- Vortrag zum Papier „Tierrecht und die Grenzen des Postmodernismus“ bei der Universität Heidelberg. (15. März 2010)
- Interview mit Klaus Petrus von tier-im-fokus.ch, übersetzt von Florian Wüstholz (2010)

| Personendaten    | Personendaten               |
| ---------------- | --------------------------- |
| NAME             | Steiner, Gary               |
| KURZBESCHREIBUNG | US-amerikanischer Philosoph |
| GEBURTSDATUM     | 22. August 1956             |